# Flower Hill (New York)
Flower Hill est un village du comté de Nassau, dans l'État de New York, aux États-Unis,. En 2010, il comptait une population de 4 665 habitants.

## Démographie
Lors du recensement de 2010, le village comptait une population de 4 665 habitants.